# Адам Гложек
Адам Гложек (чеськ. Adam Hložek, нар. 25 липня 2002, Іванчіце) — чеський футболіст, нападник клубу «Баєр» (Леверкузен) і національної збірної Чехії.

## Клубна кар'єра
Народився 25 липня 2002 року в місті Іванчіце. Вихованець футбольної школи «Спарти» (Прага). Дорослу футбольну кар'єру розпочав 2018 року в основній команді того ж клубу. Вже по ходу сезону 2019/20 юний нападник став стабільним гравцем команди рідного клубу.
2 червня 2022 року було офіційно оголошено про перехід гравця у «Баєр 04».
У складі «Славії» став найкращим бомбардиром чеської першості разом із Яном Кухтою.

## Виступи за збірні
2017 року дебютував у складі юнацької збірної Чехії (U-15), загалом на юнацькому рівні взяв участь у 25 іграх, відзначившись 16 забитими голами.
Протягом 2019–2020 років залучався до складу молодіжної збірної Чехії. На молодіжному рівні зіграв у 8 офіційних матчах, забив 3 голи.
2020 року дебютував в офіційних матчах у складі національної збірної Чехії, а наступного року був включений до її заявки на  чемпіонат Європи 2020.
| Дата       | Місто      | Господарі  | Результат  | Гості     | Турнір                               | Голи | Примітки  |
| ---------- | ---------- | ---------- | ---------- | --------- | ------------------------------------ | ---- | --------- |
| 4-9-2020   | Братислава | Словаччина | 1 – 3      | Чехія     | Ліга націй УЄФА 2020-2021 - 1-й етап | -    | 72'       |
| 7-10-2020  | Ларнака    | Кіпр       | 1 – 2      | Чехія     | товариський матч                     | -    | 62'       |
| 8-6-2021   | Прага      | Чехія      | 3 – 1      | Албанія   | товариський матч                     | -    | 64'       |
| 14-6-2021  | Глазго     | Шотландія  | 0 – 2      | Чехія     | ЧЄ 2020 - 1-й етап                   | -    | 72'       |
| 18-6-2021  | Глазго     | Хорватія   | 1 – 1      | Чехія     | ЧЄ 2020 - 1-й етап                   | -    | 63' 90+3' |
| 22-6-2021  | Лондон     | Англія     | 1 – 0      | Чехія     | ЧЄ 2020 - 1-й етап                   | -    | 64'       |
| 27-6-2021  | Будапешт   | Нідерланди | 0 – 2      | Чехія     | ЧЄ 2020 - 1/8 фіналу                 | -    | 85'       |
| 2-9-2021   | Острава    | Чехія      | 1 – 0      | Білорусь  | Відбір до ЧС 2022                    | -    | 78'       |
| 5-9-2021   | Брюссель   | Бельгія    | 3 – 0      | Чехія     | Відбір до ЧС 2022                    | -    | 77'       |
| 8-9-2021   | Пльзень    | Чехія      | 1 – 1      | Україна   | товариський матч                     | -    | 46'       |
| 8-10-2021  | Прага      | Чехія      | 2 – 2      | Уельс     | Відбір до ЧС 2022                    | -    | 90'       |
| 11-10-2021 | Казань     | Білорусь   | 0 – 2      | Чехія     | Відбір до ЧС 2022                    | 1    | 72' 88'   |
| 24-3-2022  | Стокгольм  | Швеція     | 1 – 0 д.ч. | Чехія     | Відбір до ЧС 2022                    | -    | 111'      |
| 29-3-2022  | Кардіфф    | Уельс      | 1 – 1      | Чехія     | товариський матч                     | -    | 81'       |
| 2-6-2022   | Прага      | Чехія      | 2 – 1      | Швейцарія | Ліга націй УЄФА 2022-2023 - 1-й етап | -    | 87'       |
| 5-6-2022   | Прага      | Чехія      | 2 – 2      | Іспанія   | Ліга націй УЄФА 2022-2023 - 1-й етап | -    | 59'       |
| 9-6-2022   | Лісабон    | Португалія | 2 – 0      | Чехія     | Ліга націй УЄФА 2022-2023 - 1-й етап | -    | 73'       |
| 12-6-2022  | Малага     | Іспанія    | 2 – 0      | Чехія     | Ліга націй УЄФА 2022-2023 - 1-й етап | -    | 59'       |
| Усього     |            | Матчів     | 18         |           | Голів                                | 1    |           |

## Титули і досягнення

### Командні
- Чемпіон Німеччини (1):

«Баєр 04»: 2023–24
- Володар Кубка Німеччини (1):

«Баєр 04»: 2023–24
- Володар Кубка Чехії (1):

«Спарта» (Прага): 2019–2020

### Особисті
- Найкращий бомбардир чемпіонату Чехії (1):

2020–2021 (15 голів)